# Bostra austautalis
Bostra austautalis är en fjärilsart som beskrevs av Charles Oberthür 1881. Bostra austautalis ingår i släktet Bostra och familjen mott. Inga underarter finns listade i Catalogue of Life.